# Udea testacealis
Udea testacealis là một loài bướm đêm trong họ Crambidae.